# Campeonato do Circuito de Snooker de 2020
O Tour Championship de 2020, também conhecido oficialmente como Coral Tour Championship de 2020 por conta do patrocínio da casa de apostas Coral, foi um torneio profissional de snooker realizado de 20 a 26 de junho de 2020 na Marshall Arena em Milton Keynes, na Inglaterra. Organizado pela WPBSA e pela WST, foi a segunda edição do Tour Championship e o terceiro e último evento da segunda temporada da Coral Cup. Foi o 16º e penúltimo evento do calendário do ranking mundial de snooker de 2019–20, disputado entre o Gibraltar Open e o Campeonato Mundial de Snooker de 2020.
O inglês Ronnie O'Sullivan, campeão da edição de 2019 do torneio depois de derrotar o australiano Neil Robertson por 13 a 11 na final, não se classificou para a defesa do título em 2020. O escocês Stephen Maguire derrotou Robertson e o inglês Judd Trump; enquanto o norte-irlandês Mark Allen derrotou os ingleses Shaun Murphy e Mark Selby para chegar à final. Maguire venceu a final por 10–6 e levantou seu sexto evento do ranking, o primeiro em sete anos. Maguire substituiu o chinês Ding Junhui, que não pode viajar para disputar o evento. Ao vencer o torneio, Maguire também venceu a Coral Cup da temporada.

## Visão geral

### Informações do torneio
O Coral Tour Championship de 2020 foi o um torneio profissional de snooker realizado de 20 a 26 de junho de 2020 na Marshall Arena em Milton Keynes, na Inglaterra, e organizado pela WPBSA e WST. O torneio foi a segunda edição desde que o evento foi criado em 2019 e o 16º e penúltimo evento do calendário do ranking da temporada de snooker de 2019–20, ocorrendo depois do Gibraltar Open de 2020 e antes do World Championship de 2020 (campeonato mundial). O torneio também fez parte da segunda edição da Coral Cup, uma série de três torneios patrocinado pela casa de apostas Coral, e foi o evento finalizador da série, ocorrendo depois do World Grand Prix de 2020 e o Players Championship de 2020.
O torneio foi transmitido principalmente pela ITV4 no Reino Unido. Também foi ao ar pela Sky Sport na Nova Zelândia, NowTV em Hong Kong e Superstars Online na China. O Eurosport não transmitirá o evento, apesar de ter cobrido quase todos os  torneios de snooker nesta temporada.
O sorteio para o evento foi realizado em 15 de março de 2020. O Tour Championship seria disputado de 17 a 22 de março de 2020 em Llandudno, no País de Gales. Após o sorteio, em 16 de março, por recomendação do governo do Reino Unido, nenhum espectador foi permitido no evento devido à pandemia do novo coronavírus. No dia seguinte, o evento foi adiado para 21 de julho devido à pandemia.
Em 5 de junho de 2020, o evento foi organizado para ser disputado entre 20 e 26 de junho de 2020 e transferido para a Marshall Arena], em Milton Keynes, na Inglaterra. Foi o segundo torneio profissional da categoria a ser disputado após a temporada ter sido interrompida devido à pandemia após o Championship League de 2020. Todos os jogadores e funcionários admitidos na arena foram testados quanto ao COVID-19 e colocados em isolamento durante a duração do evento.

### Formato
No Coral Tour Championship, todos as partidas ocorreram em várias sessões, sendo duas nas quartas de final e semifinal e três sessões na grande final. Quanto aos frames, os jogos foram disputados da seguinte maneira:
- Quartas de final: Melhor de 17 frames, avança quem vencer 9 deles (de 9–0 a possíveis 9–8)
- Semifinal: Melhor de 19 frames, até um ganhar dez (de 10–0 a possíveis 10–9)
- Final: Melhor de 27 frames, será campeão o primeiro a chegar a 14 (de 14–0 a possíveis 14–13)

### Participantes
Os jogadores se classificaram para a série com base em um ranking de um ano, e não pelo ranking mundial. O evento contará com os oito melhores jogadores desta lista de um ano, uma lista de classificação onde serão computados os valores recebidos pelos jogadores em eventos do ranking na temporada atual (2019–20), indo do Riga Masters de 2019 até o Gibraltar Open de 2020:
| Pos. | 000000Jogador000000 | Pontos em £ |
| ---- | ------------------- | ----------- |
| 1    | Judd Trump          | 706 500     |
| 2    | Shaun Murphy        | 383 000     |
| 3    | Mark Selby          | 285 500     |
| 4    | Neil Robertson      | 274 500     |
| 5    | Ding Junhui         | 261 250     |
| 6    | Yan Bingtao         | 206 500     |
| 7    | Mark Allen          | 165 500     |
| 8    | John Higgins        | 158 500     |

O quinto cabeça-de-chave, Ding Junhui, que estava na China, desistiu de viajar para a disputa do torneio durante a pandemia do COVID-19. Ele foi substituído por Stephen Maguire, nono na lista de um ano.

### Premiação
A premiação total do evento foi aumentado para 380 mil libras esterlinas e o vencedor recebeu um cheque de 150 mil libras esterlinas. A distribuição dos prêmios para esta edição do Coral Tour Championship foi a seguinte:
| Posição                               | Prêmio                    |
| ------------------------------------- | ------------------------- |
| Campeão                               | 150 000 libras esterlinas |
| Vice-campeão                          | 060 000 libras esterlinas |
| 3–4 (perdedores das semifinais)       | 040 000 libras esterlinas |
| 5–8 (perdedores das quartas de final) | 020 000 libras esterlinas |
| Maior break                           | 010 000 libras esterlinas |
| Total                                 | 380 000 libras esterlinas |

## Coral Cup de 2020
A Coral Cup foi uma série torneios introduzido na temporada de snooker de 2018–2019, composto por três eventos: o World Grand Prix, o Players Championship e o Tour Championship. Nos três eventos, a qualificação foi baseada no ranking dos jogadores na lista de classificação de um ano. Os dez melhores jogadores em prêmios ganhos em libras esterlinas (£) no total dos três eventos são mostrados abaixo:
| Jogador         | World Grand Prix | Players Championship | Tour Championship | Total   |
| --------------- | ---------------- | -------------------- | ----------------- | ------- |
| Stephen Maguire | 0                | 30.000               | 150.000           | 180.000 |
| Judd Trump      | 7.500            | 125.000              | 40.000            | 172.500 |
| Neil Robertson  | 100.000          | 0                    | 0                 | 100.000 |
| Mark Allen      | 0                | 15.000               | 60.000            | 75.000  |
| Mark Selby      | 0                | 15.000               | 40.000            | 55.000  |
| Yan Bingtao     | 0                | 50.000               | 0                 | 50.000  |
| Graeme Dott     | 40.000           | 0                    | 0                 | 40.000  |
| Shaun Murphy    | 0                | 30.000               | 0                 | 30.000  |
| John Higgins    | 12.500           | 15.000               | 0                 | 27.500  |
| Joe Perry       | 12.500           | 15.000               | 0                 | 27.500  |

## Resultados
- As partidas foram disputadas de 20 e 26 de junho de 2020.[2]

### Esquema
|  | Quartas de final Melhor de 17 frames | Quartas de final Melhor de 17 frames | Quartas de final Melhor de 17 frames |                 |   | Semifinal Melhor de 19 frames | Semifinal Melhor de 19 frames | Semifinal Melhor de 19 frames |  |  | Final Melhor de 27 frames | Final Melhor de 27 frames | Final Melhor de 27 frames |  |
|  |                                      |                                      |                                      |                 |   |                               |                               |                               |  |  |                           |                           |                           |  |
|  | 1                                    | Judd Trump                           | 9                                    |                 |   |                               |                               |                               |  |  |                           |                           |                           |  |
|  | 1                                    | Judd Trump                           | 9                                    |                 |   |                               |                               |                               |  |  |                           |                           |                           |  |
|  | 8                                    | John Higgins                         | 4                                    |                 |   |                               |                               |                               |  |  |                           |                           |                           |  |
|  | 8                                    | John Higgins                         | 4                                    |                 | 1 | Judd Trump                    | 6                             |                               |  |  |                           |                           |                           |  |
|  |                                      |                                      |                                      |                 | 1 | Judd Trump                    | 6                             |                               |  |  |                           |                           |                           |  |
|  |                                      |                                      | S                                    | Stephen Maguire | 9 |                               |                               |                               |  |  |                           |                           |                           |  |
|  | 4                                    | Neil Robertson                       | S                                    | Stephen Maguire | 9 | 5                             |                               |                               |  |  |                           |                           |                           |  |
|  | 4                                    | Neil Robertson                       |                                      |                 |   |                               |                               |                               |  |  |                           |                           |                           |  |
|  | S                                    | Stephen Maguire                      | 9                                    |                 |   |                               |                               |                               |  |  |                           |                           |                           |  |
|  | S                                    | Stephen Maguire                      | 9                                    |                 | S | Stephen Maguire               | 10                            |                               |  |  |                           |                           |                           |  |
|  |                                      |                                      |                                      |                 |   |                               |                               |                               |  |  |                           |                           |                           |  |
|  |                                      |                                      | 7                                    | Mark Allen      | 6 |                               |                               |                               |  |  |                           |                           |                           |  |
|  | 3                                    | Mark Selby                           | 7                                    | Mark Allen      | 6 | 9                             |                               |                               |  |  |                           |                           |                           |  |
|  | 3                                    | Mark Selby                           |                                      |                 |   |                               |                               |                               |  |  |                           |                           |                           |  |
|  | 6                                    | Yan Bingtao                          | 6                                    |                 |   |                               |                               |                               |  |  |                           |                           |                           |  |
|  | 6                                    | Yan Bingtao                          | 6                                    |                 | 3 | Mark Selby                    | 2                             |                               |  |  |                           |                           |                           |  |
|  |                                      |                                      |                                      |                 | 3 | Mark Selby                    | 2                             |                               |  |  |                           |                           |                           |  |
|  |                                      |                                      | 7                                    | Mark Allen      | 9 |                               |                               |                               |  |  |                           |                           |                           |  |
|  | 2                                    | Shaun Murphy                         | 7                                    | Mark Allen      | 9 | 8                             |                               |                               |  |  |                           |                           |                           |  |
|  | 2                                    | Shaun Murphy                         |                                      |                 |   |                               |                               |                               |  |  |                           |                           |                           |  |
|  | 7                                    | Mark Allen                           | 9                                    |                 |   |                               |                               |                               |  |  |                           |                           |                           |  |